# 채선당
채선당(菜鮮堂)은 대한민국의 샤부샤부 전문 프랜차이즈이다. 채선당의 뜻은 '채소가 신선한 집'이라는 뜻이다.
친환경 샤브야채와 호주청정우를 주재료로 건강한 먹거리를 제공하고 있으며, 전국에 250개 내외의 가맹점을 보유한 샤브샤브 프랜차이즈다.

## 개요
남양주시 진건읍에 물류센터를 기공하였다.

## 연혁
2003년 채선당 브랜드 런칭
2005년 50호점 돌파, R&D 센터 설립
2007년 한국프랜차이즈대상 수상, 경영혁신 BSC 시스템 구축
2008년 100호점 돌파, ISO 9001 / ISO 14001 획득
2010년 Kotra 해외진출 브랜드 선정, 산업 최초 국무총리 표창 수상
2011년 프랜차이즈 수준평가 최고 I등급 인증, 영남지사 개소
2012년 남양주시 진건읍에 물류센터를 기공, 호남지사 개소
2013년 한국 프랜차이즈대상 대통령 표창 수상, 채선당 PLUS 런칭
2014년 친환경 한식뷔페 브랜드 '자연한그릇' 런칭
2015년 매경 100대 프랜차이즈 선정, 프랜차이즈 수준평가 5년 연속 최고 I등급 인증
2016년 1인 샤브샤브 전문점 '샤브보트' 런칭, 한국 프랜차이즈대상 10년 연속 수상

2017년 1인 가마솥밥 전문점 '채선당 행복 가마솥밥' 런칭, 퍼스트브랜드대상 10년 연속 수상 

## 매장 지역별 점포수
2024년 현재 기준으로 삼는다.
| 광역 자치      | 총계   |
| -------------- | ------ |
| 서울특별시     | 83개점 |
| 부산광역시     | 31개점 |
| 대구광역시     | 8개점  |
| 인천광역시     | 18개점 |
| 광주광역시     | 19개점 |
| 대전광역시     | 5개점  |
| 울산광역시     | 7개점  |
| 세종특별자치시 | 2개점  |
| 경기도         | 96개점 |
| 강원특별자치도 | 14개점 |
| 충청북도       | 7개점  |
| 충청남도       | 10개점 |
| 전북특별자치도 | 19개점 |
| 전라남도       | 13개점 |
| 경상북도       | 10개점 |
| 경상남도       | 19개점 |
| 제주특별자치도 | 3개점  |

## 논란

### 천안 임산부 피폭행 주장 사건
2012년 2월, 충청남도 천안시 불당동 소재의 채선당 가맹점에서 임산부인 손님 한 명이 종업원과 말다툼을 벌이다 종업원으로부터 배를 수 차례 걷어차이는 등 일방적 폭행을 당하였다고 주장하는 사건이 발생하였다. 임산부는 자신의 억울함을 호소하는 글을 네이트판에 올렸고 이는 이 사건이 전국적으로 알려지는 계기가 되었다. 이 호소문에 분노한 일부 네티즌은 채선당 본사에 항의전화를 걸어 해당 가맹점의 폐점을 요구하였으며 채선당 본사는 해당 가맹점을 폐업 조치할 예정이라며 공식 홈페이지에 대고객 사과문을 올리기에 이르렀다.
그러나 임산부의 주장과 달리 경찰은 중간 수사 결과 발표에서 현장 CCTV 화면과 주변인 조사, 사건 당사자들의 대질심문 등을 종합한 결과 "서로 다툼이 있었지만 종업원이 임신부의 배를 발로 차지 않은 사실이 인정됐다"고 결론을 내렸다.. 그 후 채선당은 “오히려 손님(임산부)이 종업원의 머리채를 먼저 잡고 발로 종업원의 배를 찼다”며 억울하다는 입장이 담긴 글을 공개하였다.
결과적으로 경찰 수사에서 종업원이 임신부의 배를 찼다거나, 먼저 욕설을 퍼부었다는 주장은 거짓으로 드러났다. 이미 해당 기업의 가맹점들은 막대한 이미지 손상을 입어 매출이 급감한 뒤였다.
본 사건은 확인되지 않은 일방의 거짓 주장이 언론을 통해 확대되며 '온라인 마녀사냥'으로 이어지는 대표적인 사례로 꼽히고 있다.
이후 240번 버스 사건, 태권도학원 차량 난폭운전 등 이와 유사한 사건이 발생할 때마다 '채선당 임산부 사건'은 언론에서 익명게시판을 통한 근거 없는 폭로의 주요 사례로 다루어지며 함께 언급되고 있다.